# Infektkette
Die Infektkette, auch Infektionskette, bezeichnet den Weg der Übertragung eines Pathogens von einem Wirt auf einen anderen.
Der infizierte Wirt wird als Spender bezeichnet, der noch nicht infizierte Wirt als Empfänger. Die einzelnen Glieder der Infektkette nennt man Generationen.

## Formen
Die Übertragung von Erregern ausschließlich innerhalb ein und derselben Art bezeichnet man als homologe Infektkette; der Spezialfall einer homologen Infektkette beim Menschen wird als Anthroponose bezeichnet. Wird dagegen ein Krankheitserreger zwischen zwei unterschiedlichen Arten übertragen, spricht man von einer heterologen Infektkette; ist bei einer heterologen Infektkette der Mensch und mindestens ein Tier beteiligt, nennt man sie Zoonose. Die Infektketten bei Pflanzen sind Teil der Phytopathologie.
Zur Unterbrechung von Infektionsketten werden beim Menschen unter anderem Contact Tracing und Partner-Benachrichtigungen verwendet.